# Epinannolene dominicana
Epinannolene dominicana är en mångfotingart som först beskrevs av Pocock 1888.  Epinannolene dominicana ingår i släktet Epinannolene och familjen Epinannolenidae. Inga underarter finns listade i Catalogue of Life.